# Ångelstjärnen (Undersåkers socken, Jämtland)
Ångelstjärnen är en sjö i Åre kommun i Jämtland och ingår i Indalsälvens huvudavrinningsområde.